# Pizza hawaiana
La pizza hawaiana è una variante di pizza preparata di solito con una base di formaggio e pomodoro e condita con pezzi di prosciutto e ananas sciroppato. Altre versioni possono prevedere anche peperoni misti, funghi, bacon e altri ingredienti.

## Origine
Contrariamente a quanto potrebbe far supporre il nome, la pizza hawaiana non è originaria delle isole Hawaii, ma è originaria del Canada
Il canadese Sam Panopoulos, originario della Grecia, rivendica dal 2010 di essere stato lui l'inventore della prima pizza hawaiana, presso il ristorante The Satellite di Chatham-Kent, Ontario, nel 1962. All'epoca la pizza era sconosciuta in Canada e bisognava andare fino a Detroit, Michigan, per trovare una pizzeria. Dopo aver assaggiato la pizza statunitense, decise di riproporla nel proprio ristorante, aggiungendo però una stravaganza esotica, ovvero l'ananas sciroppato. Inizialmente Panopoulos fu ritenuto un pazzo per tale insolito abbinamento tra gusto dolce e salato, potendosi rinvenire qualcosa del genere solo nella cucina ceca (es. ananas e prosciutto di Praga), in quella cucina cinese, in quella belga (es: polpette di Liegi), in quella persiana (es: pollo alle prugne) e in generale in quella europea del periodo rinascimentale. Ciononostante, la ricetta ebbe in seguito molto successo e da allora la pizza all'ananas e prosciutto cotto si è diffusa in tutto il mondo.
Sembra altresì probabile che la pizza hawaiana sia una variante del toast Hawaii (fetta di toast aperta con formaggio, prosciutto, ananas e ciliegia maraschino), creato dal primo cuoco televisivo tedesco Clemens Wilmenrod nel 1955.

## Accoglienza e diffusione

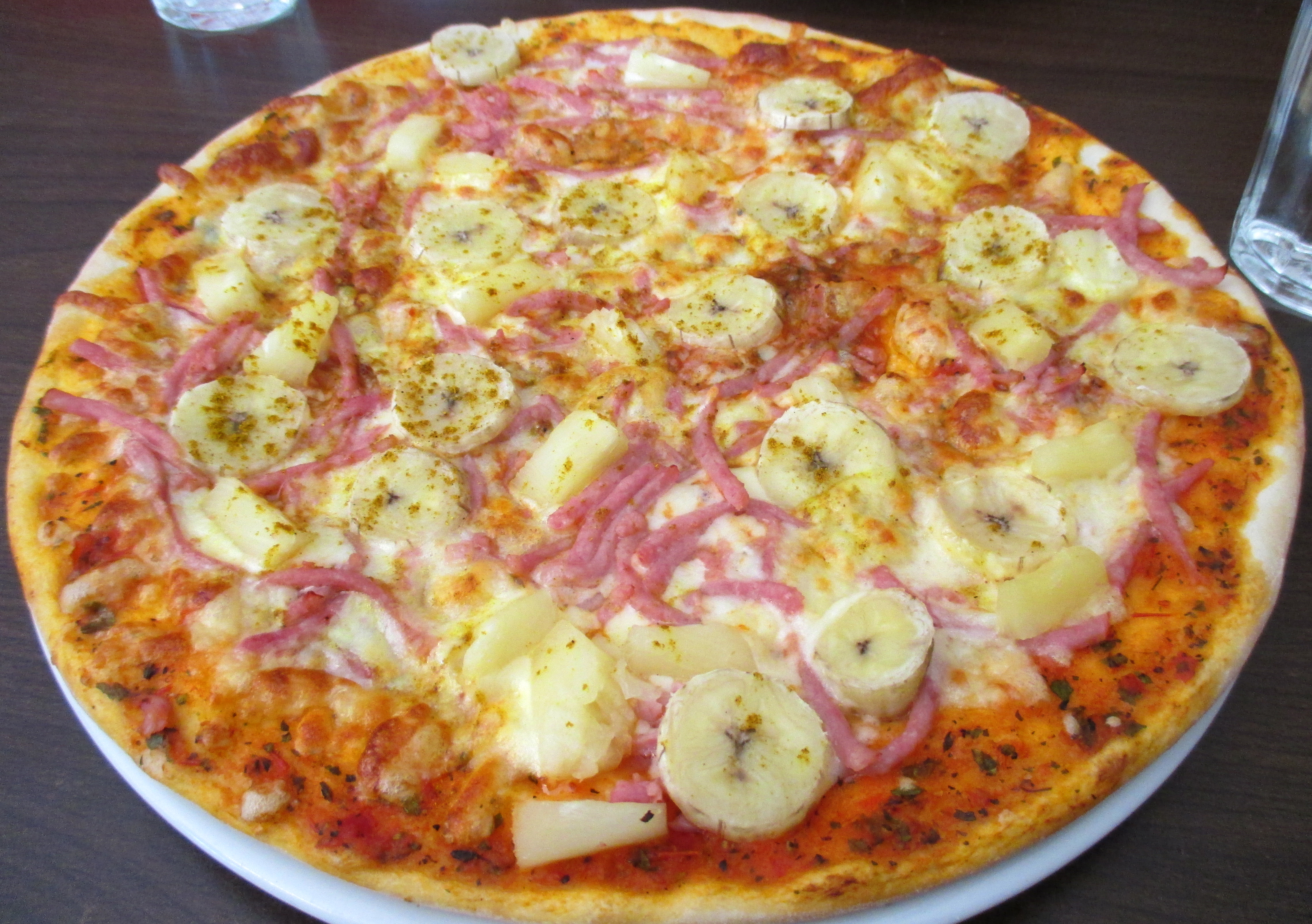
Variante della pizza hawaiana, con l'aggiunta di pezzi di banana

L'utilizzo dell'ananas come farcitura della pizza genera opinioni contrapposte. Se da un lato viene disprezzato e giudicato come un vero e proprio insulto alla tradizione culinaria italiana, dall'altro lato appare molto apprezzato in diversi paesi del mondo. Ad esempio, secondo un'indagine  di mercato del 1999, la pizza hawaiana era quella più popolare in Australia con oltre il 15% delle ordinazioni, mentre nel 2015 secondo la rivista della catena inglese di gastronomie Just Eat era la più diffusa nei menù. Secondo un'indagine statunitense del 2016 era una delle tre farciture meno preferite dai consumatori statunitensi adulti dopo acciughe e funghi, ma allo stesso tempo era anche l'ottavo tipo più diffuso.
Nel 2017 il presidente dell'Islanda Guðni Thorlacius Jóhannesson ha scherzato sul fatto che la farcitura della pizza con l'ananas dovrebbe essere vietata dalla legge. La battuta goliardica ha generato una vera polemica mediatica internazionale rimbalzata sulle reti sociali con l'hashtag virale #pineappleonpizza in cui è stato coinvolto anche il primo ministro del Canada Justin Trudeau, il quale ha risposto con una foto che lo ritraeva davanti ad una pizza farcita con l'ananas e commentando "Sto per gustare questa deliziosa creazione dell'Ontario sudoccidentale". Jóhannesson ha poi replicato di non avere il potere di emanare una legge che proibisca alla gente di mettere l'ananas sulla pizza, né di voler vivere in alcun Paese in cui il presidente abbia poteri illimitati, incluso quello di vietare le cose che non gli piacciono, preferendo la pizza ai frutti di mare.

## Nella cultura di massa
Nella serie TV del 2010 Hawaii Five-0 il personaggio di Danny Williams prende in giro Steve McGarrett dicendogli che «pizza e ananas non appartengono allo stesso spazio aereo».
Nel film d'animazione Inside Out del 2015, dopo aver visto una fetta di pizza ai broccoli e formaggio pecorino, il personaggio Rabbia esclama: «Congratulazioni, San Francisco, avete rovinato la pizza! Prima gli Hawaiani e adesso voi!».
Nel videogioco Cyberpunk 2077, di CD Projekt RED, è presente un easter egg legato alla pizza con l'ananas: fra i dati dei personaggi non giocanti è possibile notare come alcuni abbiano commesso un reato violando il Pizza Desecration Act, avendo utilizzato illegalmente l'ananas sulla pizza.